# Joseph Kelly (crimpador)
Joseph "Bunko" Kelly fue un inglés del siglo XIX propietario de un hotel en Portland, Oregón donde secuestraba hombres y los vendía para trabajar en barcos mercantes. Los términos "shangaizado" y "crimpado" se utilizan para describir este tipo de actividad. Según su propio relato, llevó a unos 2000 hombres y mujeres "a Shanghai" durante su carrera de 15 años, a partir de 1879. Las mujeres eran derivadas a la trata de blancas y explotadas en burdeles del país o del extranjero.

## Historia
Kelly, más tarde llamado "El rey de los crimpadores", recibió su apodo de "Bunko" en 1885 al proporcionar un tripulante que resultó ser la figura de un indio de una tienda de cigarros envuelta en mantas. Kelly ganó 50 dólares con el trato.
En otro fraudulento trato famoso en 1893, entregó a 22 hombres que habían consumido por error líquido de embalsamamiento del sótano abierto de una morgue. Vendió a todos los hombres, la mayoría de los cuales estaban muertos y el resto moribundos, a un capitán que zarpó antes de que se descubriera la verdad. Obtuvo 52 dólares por cada hombre.
Una vez, estableció un récord de crimpado, al reunir a 50 hombres en 3 horas.
Kelly nunca fue arrestado porque este tipo de secuestro no era ilegal en ese momento. Sin embargo, fue arrestado por asesinato en 1894. Fue condenado en marzo de 1895 y enviado a la Penitenciaría del Estado de Oregón en Salem. Fue puesto en libertad en 1908. Posteriormente, escribió un libro titulado Trece años en la penitenciaría de Oregón, sobre las condiciones allí. Aparece identificado como recluso de la Penitenciaría del Estado de Oregón en el Censo Federal de 1900. Su entrada en el registro del censo indica que nació en Connecticut, no en el Reino Unido.
Después de la publicación de su libro, se fue de viaje a California y nunca regresó ni volvió a ser visto.